# Z 5 Paul Jacobi
Z 5 Paul Jacobi war ein Zerstörer der Klasse 1934 A der deutschen Kriegsmarine. Benannt wurde er nach dem Chef der 17. Torpedoboots-Halbflottille, Kapitänleutnant Paul Jacobi, der bei dem Untergang seines Führerbootes V 25 bei der Amrumbank am 13. Februar 1915 ums Leben kam. Der Zerstörer überstand den Zweiten Weltkrieg, wurde der Royal Navy zugesprochen, kam dann zur französischen Marine und wurde 1958 abgewrackt.

## Geschichte
Der auf der Deschimag-Werft AG Weser in Bremen gebaute Zerstörer wurde am 29. Juni 1937 in Dienst gestellt. Es folgten Übungsfahrten in der Ostsee und ab April 1938 die Hochseeerprobung in der nördlichen Nordsee. Im Oktober lief die Paul Jacobi gemeinsam mit dem Panzerschiff Admiral Graf Spee zu einer Fahrt nach Spanien und Nordafrika aus. Ab Februar 1939 lag der Zerstörer planmäßig in der Kriegsmarinewerft Wilhelmshaven.
Bei Kriegsbeginn lag Z 5 noch immer in der Werft. Erst am 29. September lief der Zerstörer in die Ostsee aus. Im Oktober 1939   führte die Paul Jacobi gemeinsam mit anderen Zerstörern im Verbund als 2. Zerstörerflottille Handelskrieg im Skagerrak. Im April 1940 war das Boot an der Besetzung Norwegens beteiligt. Am 8. Mai 1940 lief es nach Deutschland zurück, um in Wilhelmshaven in die Werft zu gehen. Der Zerstörer war am 11. Juni 1940 wieder einsatzbereit, marschierte nach Norwegen und geleitete das bei dem Unternehmen Juno beschädigte Schlachtschiff Gneisenau nach Kiel.
Nach Werfen von Minensperren an der englischen Küste kehrte die Paul Jacobi zu einer planmäßigen Werftliegezeit nach Wilhelmshaven zurück. Im Mai 1941 war der Zerstörer wieder einsatzbereit, musste jedoch nach kurzer Zeit erneut die Werft aufsuchen und war bis zum Ende des Jahres wegen technischer Probleme nicht einsatzfähig.
Im Januar 1942 beteiligte sich die Paul Jacobi am Unternehmen Polarnacht, der Verlegung des Schlachtschiffs Tirpitz aus der Deutschen Bucht nach Norwegen. Anschließend erfolgte die Verlegung nach Frankreich und die Teilnahme an den Unternehmen Cerberus (Rückführung der Schlachtschiffe Scharnhorst und Gneisenau und des Schweren Kreuzers Prinz Eugen nach Deutschland) und Sportpalast (Verlegung der Schweren Kreuzer Prinz Eugen und Admiral Scheer von Brunsbüttelkoog (Elbe) nach Norwegen). Dem folgte im März 1942 zusammen mit dem Schlachtschiff Tirpitz und den Zerstörern Z 14 Friedrich Ihn, Z 7 Hermann Schoemann und Z 25 ein Vorstoß ins Nordmeer. Dabei verfehlten die Schiffe die Nordmeergeleitzüge PQ 12 und QP 8 knapp. Lediglich den Nachzügler Izora (2815 BRT) konnte Friedrich Ihn versenken. Danach geleitete das Boot den nach einem Torpedotreffer beschädigten Kreuzer Prinz Eugen zurück nach Deutschland (Unternehmen Zauberflöte) und ging anschließend bis Ende November zum Werftaufenthalt zu den Deutschen Werken in Kiel.
Z 5 wurde im Januar 1943 zurück in die norwegischen Gewässer verlegt, wo der Zerstörer hauptsächlich im Geleitdienst eingesetzt wurde. Mit dem Unternehmen Hermelin (Rückführung des Schweren Kreuzers Lützow nach Deutschland) gelangte die Paul Jacobi am 30. September 1943 wieder nach Kiel und ging erneut in die Werft. Bei zwei schweren Luftangriffen auf die Werft wurde das Boot beschädigt, so dass sich die Werftliegezeit erheblich verlängerte und der Zerstörer erst wieder im Dezember 1944 kriegsbereit war.
Anfang 1945 war Z 5 an Sicherungsaufgaben für den Schutz von Flüchtlingsschiffen in der Ostsee beteiligt. Der Zerstörer griff am 21. und 22. März sowjetische Truppen an Land nahe Gotenhafen mit seiner Artillerie an und war ansonsten als Sicherung für den Kreuzer Prinz Eugen abgestellt. An den ersten vier Apriltagen kam es erneut zum Angriff gegen Landziele, am 3. Mai verlegte das Boot zurück in die Flensburger Förde.
Am 3. Mai erreichte der Zerstörer die Geltinger Bucht vor Flensburg. In der Nacht versuchten einige Besatzungsmitglieder den Kreiselkompass des Schiffes zu zerstören, um ein nochmaliges Auslaufen nach Osten zu verhindern. Am 4. Mai wurden an Bord des vor Mürwik liegenden Zerstörer durch ein einberufenes Kriegsgericht drei Haupttäter zum Tode verurteilt und sodann am 5. Mai auf dem Schießstand am Tremmerupweg standrechtlich erschossen.
Am 7. Mai 1945 wurde die Paul Jacobi außer Dienst gestellt. Das Boot wurde am 15. Januar 1946 an Großbritannien ausgeliefert. Am 4. Februar 1946 übergab die Royal Navy das Schiff in Cherbourg an die Marine Nationale, bei der es von 1947 bis 1949 als Desaix im Dienst stand. 1954 wurde es aus der Liste der Kriegsschiffe gestrichen und zum Abbruch verkauft.

## Liste der Kommandanten
| Nr. | Name                                                | Beginn der Amtszeit | Ende der Amtszeit | Bemerkungen                                        |
| --- | --------------------------------------------------- | ------------------- | ----------------- | -------------------------------------------------- |
| 1.  | Korvettenkapitän Rudolf Peters                      | 29. Juni 1937       | 3. November 1938  |                                                    |
| 2.  | Korvettenkapitän Hans Georg Zimmer                  | 4. November 1938    | 31. März 1941     |                                                    |
| –   | Kapitänleutnant Karl Hetz                           | Dezember 1940       | Dezember 1940     | mit der Wahrnehmung der Geschäfte betraut          |
| 3.  | Korvettenkapitän/Fregattenkapitän Hermann Schlieper | 1. April 1941       | 9. Juli 1944      | anschließend Kommandeur der Torpedoschule I Mürwik |
| 4.  | Korvettenkapitän Max Bülter                         | 10. Juli 1944       | 9. Mai 1945       |                                                    |
| –   | Korvettenkapitän Heinrich Erdmann                   | 10. Mai 1945        | 10. Mai 1945      | nur nominiert                                      |

## Bekannte Besatzungsangehörige
- Karl Hetz (1910–1980), war von 1966 bis 1970 als Vizeadmiral Befehlshaber der Flotte